# 마리 카마르고

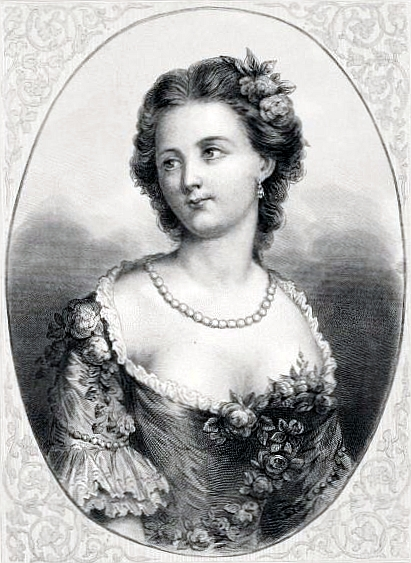
마리 카마르고

마리 카마르고(프랑스어: Marie Anne de Cupis de Camargo, 1710년 4월 15일 ~ 1770년 4월 28일)는 루이 15세 시대의 프랑스 여성 무용수이다.

## 생애
그녀는 이탈리아인을 아버지로, 에스파냐인을 어머니로 해서 벨기에의 브뤼셀에서 태어났다. 그녀가 1726년에 파리의 오페라 극장에서 데뷔했을 때는 스커트 자락을 짧게 하고 다리를 드러냈으며 굽이 없는 신발로 춤을 추었다. 그것은 그녀가 여성 무용수로서 처음으로 수직적인 기법을 사용했기 때문이다. 즉 그녀가 고안한 앙트르샤와 즈테(발레의 기법 참조) 등의 도약 기법을 처음으로 공개했던 것이다. 이 의상과 기법의 개혁은 관중을 놀라게 했으며 동시에 박수갈채를 받아 그 인기는 절정에 달했다. 그것은 그녀의 의상이나 신발 그리고 헤어 스타일까지 순식간에 대유행이 된 것으로도 짐작할 수 있다.